# Accuphase
Accuphase株式會社
（日語：／英語：）中文暱稱金嗓子，是位於日本橫濱市專門製作高級音響器材的廠商。為春日仲一及其弟二郎離開特麗音（即後來的建伍）另外創立的中小企業。

## 概要
- 品牌名字原取自Accurate（正確的）和phase（相位），是春日二郎在1972年飛往美國芝加哥途中想出來的，後與公司名稱統一。[6]由於輸出音質極佳，被台港暱稱「金嗓子」、曾於1989年在中國大陸申請註冊商標[1]，現大陸、香港代理商大昌行採為商品正式譯名；台灣代理商台笙則維持英譯。
- 製造量少質精高價位的產品，價格從數十万日圓到最高級品超過百万日圓不等。
- 長期品質保證，該公司保有全部零件、即使創業時產品也能維修，實際送修約九成是十年以上的製品。[5]
- 自詡「孤高的最高級音響製造者」[5]，不論公司風格或代理商方面等，特色就是穩定、變動不大[7]。

## 成立經緯
當時特麗音股東為高股利而擴大公司規模，在操作方法及手段上與管理階層的春日兄弟產生衝突，春日兄弟決定號召志同道合者開設新公司，不光特麗音、也有來自馬蘭士（Marantz）與（Luxman）的同業。
面對音響市場過度競爭白熱化，春日二郎認為要走日本很少專門製作高級品的路線，因此成立「二郎電子株式會社」，但又覺得看起來公器私用不太好，就改名「Kensonic」；用Ken除了名字多出自英國名門、根據字典有理解範圍意思之外，也不諱言以前在美國時代對建伍注入心血的感情。1972年6月，公司正式展業，春日仲一擔任社長、二郎則是副社長。

## 沿革
1972年
- 1月17日，「二郎電子株式會社」（Jiro Electronics, Inc.[7]）成立，2月6日公司旗揚。[6]
- 6月1日，公司增資並改名為「Kensonic株式會社」（Kensonic Laboratory, Inc.[10]）。[6]

1973年
- 5月14日，「Accuphase」品牌初出產品，前置控制機C-200、功率擴大機P-300、收音機T-100發表。

1982年
- 創業十週年，以「Accuphase」取代「Kensonic」成為公司名稱。

1995年
- 9月29日，春日仲一逝世，享壽82歲。

2007年
- 1月11日，春日二郎逝世，享壽89歲。

## 外部連結
- Accuphase（页面存档备份，存于）（日語）
- Accuphase（页面存档备份，存于）（英文）
- 大昌影音（页面存档备份，存于）（简体中文）